# Jacob Bartholome Rittmeyer
Jacob Bartholome Rittmeyer (* 20. September 1786 in Lindau (Bodensee); † 25. Dezember 1848 in St. Gallen, ab 1832 oder 1835 von St. Gallen) war ein Textilkaufmann.

## Leben
Rittmeyer wurde 1786 als Sohn des Elisäus Rittmeyer, einem Senator der freien Reichsstadt Lindau, geboren. Er besuchte dort die Lateinschule. Als Dreizehnjähriger zog er über den Bernhardino nach Intra, wo er bei Cobianchi eine kaufmännische Lehre absolvierte. Nach Abschluss dieser Lehre zieht er nach Berlin, wo er im Tuchgeschäft eines Herrn Thedy aus Gressoney arbeitet. Nach einem Aufenthalt in Basel kehrt er nach Lindau zurück, wo er zusammen mit seinem Bruder das von seinem Grossvater gegründete Tuchgeschäft von seinem Vater übernimmt. 1818 heiratet er Anna Mariette Mange, die Tochter des Franz Mange. 
Das von Lindau aus operierende Geschäft handelt mit Posamenten aus Wolle, Seide und Metall. Diese sind ein wichtiger Bestandteil der verbreiteten Landestrachten. Später wurden auch französische und englische Wollstoffe gehandelt. Handelsbeziehungen bestanden im ganzen Bodenseeraum und Messen wurden bis nach Zurzach besucht. Weil 1822 in den süddeutschen Ländern hohe Zölle für den Export in die Schweiz eingeführt wurden, übersiedelte Rittmeyer 1829 mit seinem Geschäft von Lindau nach St. Gallen, wo er bald auch ins Bürgerrecht aufgenommen wurde. Er beschäftigte sich weiterhin mit dem Textilhandel, begann sich aber auf den Export der St. Galler Textilprodukte, zu konzentrieren, statt auf den Import. Aus St. Gallen kamen Baumwolltücher im damals seltenen Türkischrot sowie auch sogenannte Weisswaren, weisse Tücher, oft mit Handstickereien versehen. Diese wurden nach Deutschland oder zunehmend auch nach Amerika exportiert. 

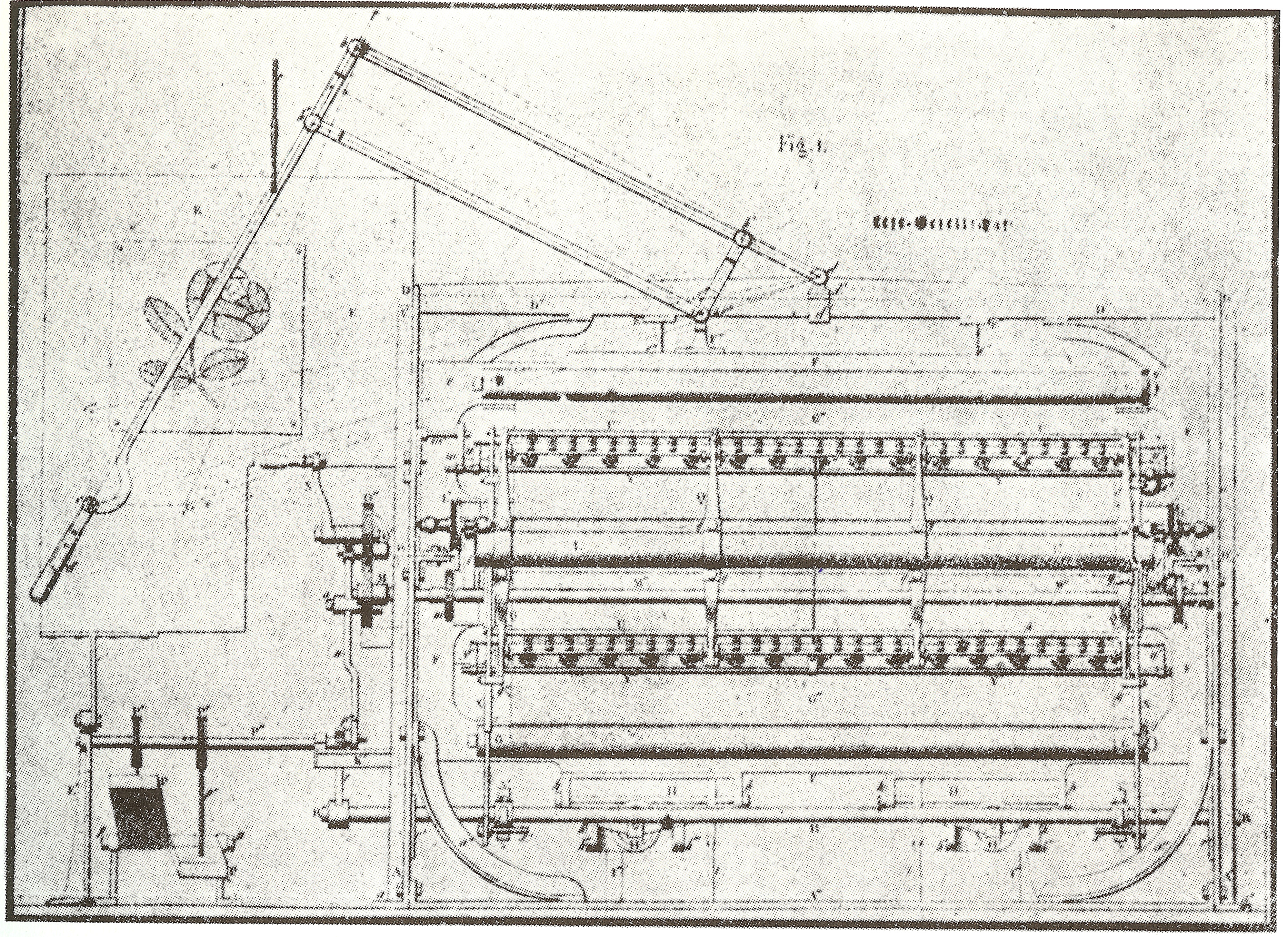
Konstruktionszeichnung der Handstickmaschine von Josua Heilmann, die Rittmeyer und sein Sohn massgeblich verbessert haben

1840 erhält Jacob Bartholome Rittmeyer zwei vielnadlige Handstickmaschinen, die seinem Schwiegervater Franz Mange gehört hatten. Diese waren von Josua Heilmann in Mühlhausen erfunden und an Mange geliefert worden, waren wegen diverser Probleme aber noch nicht markttauglich. Mange hatte bereits zehn Jahre daran herumgetüftelt, ohne die Probleme aber beheben zu können. Das gelang nun Jacob Bartholome zusammen mit seinem Sohn Franz Elisäus und dem Mechaniker Franz Anton Vogler. Die verbesserten Stickmaschinen wurden nun zur Grundlage der St. Galler Stickerei, so dass bis 1910 um die 20.000 solche Handstickmaschinen nach dem System Heilmann/Rittmeyer gebaut wurden. Das Hause Rittmeyer selbst eröffnete in Bruggen eine eigene Stickfabrik, in der bereits 1854 über 100 dieser Maschinen aufgestellt wurden. 
Der Absatz der Maschinenstickereien gestaltete sich zunächst als schwierig, da die Qualität trotz der Verbesserungen nicht ganz an die Handstickereien heranreichte. Ausserdem konnte man mit den Stickapparaten nur bandartige und sich stark wiederholende Muster sticken. Die Wende gelang dem Hamburger Kaufmann S. Hammel, der für ein New Yorker Handelshaus arbeitete und die St. Galler Stickereien als Handstickereien unter dem Namen „Hamburghs“ – zur Verschleierung ihrer Herkunft – anbot. 
Den grossen Siegeszug der Handstickerei, der zu einem wesentlichen Teil auf den von ihm weiterentwickelten Stickmaschinen basierte, hat Jacob Bartholome Rittmeyer nicht mehr erlebt. Er starb an Weihnachten 1848 in St. Gallen. Die Allgemeine Deutsche Biographie formuliert sein Vermächtnis folgendermaßen: 

„Hat R[ittmeyer] diese Entfaltung auch nicht mehr mit eigenen Augen gesehen, so bleiben doch die Anfänge der Maschinenstickerei für alle Zeiten auf das engste mit seinem Namen verknüpft, und die späten Früchte der unermüdlichen, gewissenhaften Arbeit des eben so streng rechtlichen, als wolwollenden Mannes erntete nicht bloß eine zahlreiche Familie, sondern das ganze schweizerische Industriegebiet.“